# Dragan Bjelogrlić
Dragan Bjelogrlić (Opovo, 10. listopada 1963.) je srbijanski glumac, scenarist, producent i redatelj.

## Životopis
Bjelogrlić je prvi put pred kamerama glumio s 15 godina i to u filmu Branka Bauera, Boško Buha (1978.), tumačeći lik Save Jovanovića Sirogojna.
Godine 1984. upisao je Fakultet dramskih umjetnosti u Beogradu, na kojem je diplomirao 1989. godine
Proslavio se ulogom Slobodana Popadića u seriji Bolji život (1987. – 1991.). Nakon te uloge, uslijedile su uloge u TV seriji Zaboravljeni (1990.) i filmovima Crni bombarder (1992.), Pun mjesec nad Beogradom (1993.), Lijepa sela lijepo gore (1996.), koje su Bjelogrlića uvrstile u red najpoznatijih i najpriznatijih srpskih glumaca.
Posljednjih godina Bjelogrlić se okušao kao producent, a prvi film koji je producirao bio je Lijepa sela lijepo gore.
Okušao se i kao redatelj, režirao je igrani film i TV seriju Montevideo, Bog te video!, s kojim je postigao veliki uspjeh. Istoimeni film je izabran kao srpski kandidat za filmsku nagradu Oscar. Krajem 2017. godine, režirao je seriju Sjene nad Balkanom. Autor je serije Žigosani u reketu.

## Filmografija
- Boško Buha (1978.) – Sava Jovanović Sirogojno
- Bal na vodi (1987.) – Saša – Dancing in Water
- Aenigma (1987.) – Tom
- Bolji život (1987. – 1991.) – Slobodan "Boba" Popadić
- Kako je propao rokenrol (1989.) – Milicioner Radivoje
- Hajde da se volimo 3 (1990.)
- Crni bombarder (1992.) – Crni bombarder – The Black Bomber
- Lepa sela lepo gore (1996.) – Milan – Pretty Village, Pretty Flame
- Rane (1998.) – Ludi Kure – The Wounds
- Nebeska udica (1999.) – Toza – 'Sky Hook
- Milky Way (Mliječni put, 2000.)
- Rat uživo (2000.) – Sergej – War Live
- Nataša (2001.) – Aca – Natasha
- Ledina (2003.) – Dragan – Bare Ground
- Kajmak in marmelada (2003.) – Goran – Cheese and Jam
- Sivi kamion crvene boje (2004) – Švabo
- Ivkova slava (2005.) – Kalča
- Tata i zetovi (2006. – 2007.) – Bubić – Dad and the Son-in-Laws
- Vratiće se rode (2007. – 2008.) – Ekser – The Storks Will Return
- Doktor Rej i đavoli (2012.) – Ratko Dražević
- Monument to Michael Jackson (2015.) – Dušan
- Vojna akademija (2016.) – Potpukovnik Panić
- Shadows over the Balkans/Black Sun (2017.) – Andra Tanasijević
- Južni vetar (2018.) – Car

## Vanjske poveznice
- Dragan Bjelogrlić na imdb.com
- Dragan Bjelogrlić  Arhivirana inačica izvorne stranice od 12. listopada 2012. (Wayback Machine) na port.rs